# Honda RA099
Vous lisez un « article de qualité » labellisé en 2019.
Chronologie des modèles (1999)
Honda RC100 Honda RA106
La Honda RA099 est un prototype de monoplace de Formule 1 conçu, fin 1998, par l'ingénieur Harvey Postlethwaite et construit par Dallara pour préparer la venue de Honda Racing Developments en championnat du monde de Formule 1 en 2000. Elle est testée par le Néerlandais Jos Verstappen qui aurait dû être rejoint par le Finlandais Mika Salo. La RA099 est propulsée par un moteur V10 Mugen-Honda et équipée de pneumatiques Bridgestone.
La RA099 est conçue en quelques mois par les anciens employés de Tyrrell Racing qui ont rejoint Honda après le rachat de leur écurie par British American Racing. La monoplace fait ses premiers tours de roue le 15 décembre 1998 sur le circuit italien de Varano de' Melegari, puis participe, en compagnie des autres équipes de Formule 1, aux essais hivernaux de 1999 où elle se distingue par sa fiabilité et ses bonnes performances.
Alors que Honda émet des réserves quant à son engagement en tant que constructeur, Harvey Postlethwaite succombe à une crise cardiaque à la mi-avril 1999 durant une séance d'essais sur le circuit de Barcelone. Le 21 mai 1999, Honda renonce à son écurie de Formule 1, préférant s'associer avec British American Racing, qui devient son écurie d'usine grâce à la fourniture exclusive de moteurs Honda et d'un partenariat technique concernant le développement des monoplaces de l'écurie britannique. Le motoriste Supertec, propriété de Bernie Ecclestone et Flavio Briatore, envisage alors, en vain, de reprendre Honda Racing Developments pour s'engager sous son nom propre en Formule 1.

## Contexte et développement

### Honda, un constructeur engagé en Formule 1 dans les années 1960

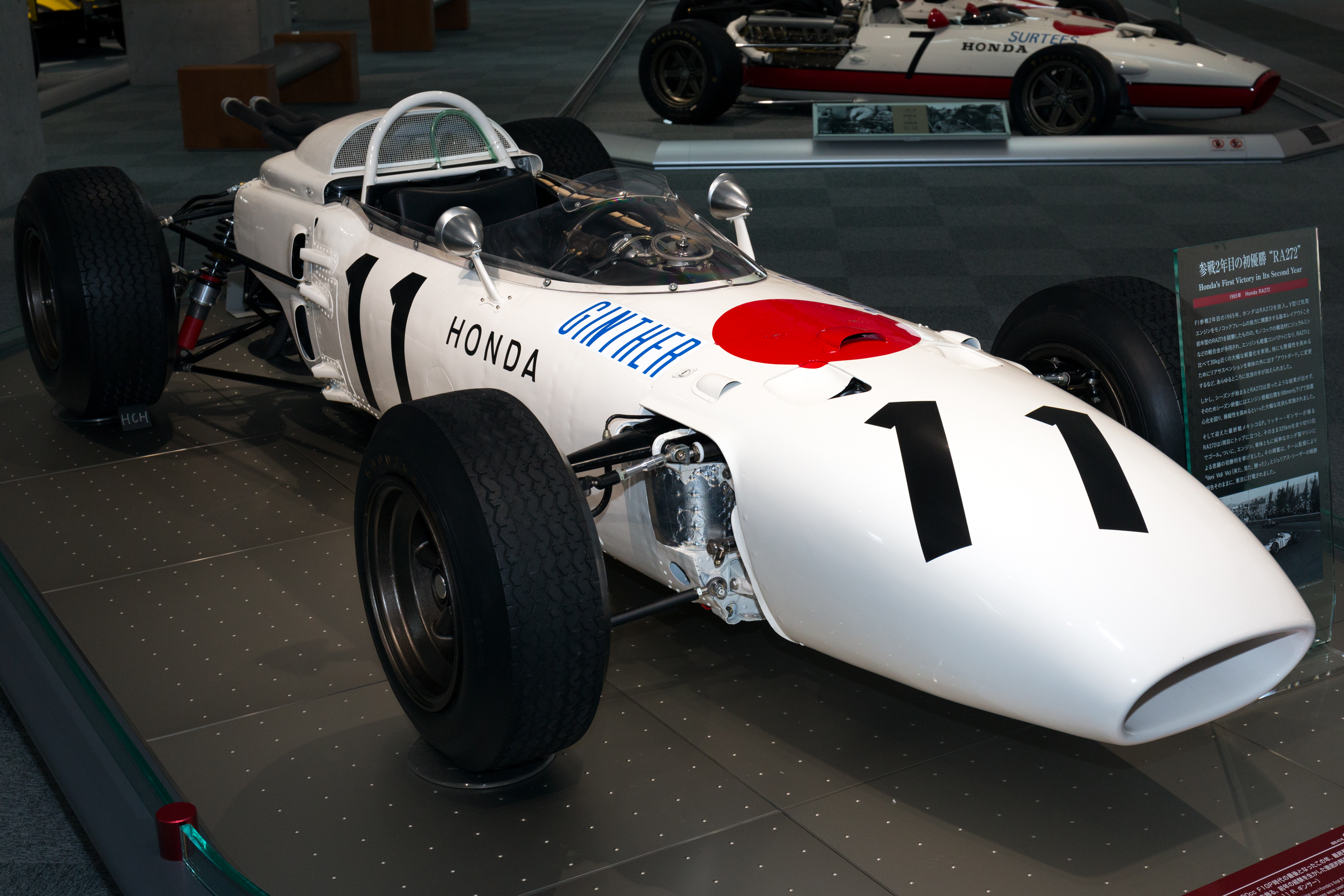
La Honda RA272, aux mains de Richie Ginther, remporte la première victoire en Formule 1 de l'histoire de Honda au Grand Prix du Mexique 1965.

Soichiro Honda, le président-fondateur, qui rêve que l'une de ses voitures devienne un jour championne dans une catégorie mondiale de sport automobile et dont la marque bénéficie déjà d'une notoriété mondiale pour ses motos, décide de se lancer en Formule 1, un sport automobile alors centré sur l'Europe et que les Japonais connaissent mal, pour promouvoir son offensive sur le marché de l'automobile. Afin de se préparer, le constructeur acquiert un moteur Climax de 2,5 litres pour l'étudier en vue de construire son propre moteur. Dans un premier temps, Honda souhaite se lancer en Formule 1 en tant que motoriste ; des contacts sont noués avec Lotus, l'une des meilleures écuries du plateau. Alors que le projet Lotus-Honda apparaît comme très avancé, Colin Chapman rompt soudainement les négociations au début de l'année 1964. En conséquence, Honda décide de concevoir son propre châssis. Les employés du Honda Research Center, à l'origine de la Honda RA271 équipée d'un moteur V12, sont en effet persuadés que leur création est capable de remporter des Grands Prix,,.
En 1964, la Honda RA271 pilotée par Ronnie Bucknum ne termine aucune des quatre Grands Prix auxquels elle est engagée. L'année suivante, deux Honda RA272 sont engagées en championnat, ce qui met le personnel de l'équipe japonaise à rude épreuve. Néanmoins, il réussit à tirer profit du système d'injection de carburant de la RA272 durant le Grand Prix du Mexique, disputé sur le circuit de Mexico, situé en altitude : Richie Ginther remporte la première victoire en Formule 1 de l'histoire de Honda,.
En 1966, la RA273, évolution de la RA272, s'avère peu fiable. En 1967, Honda sous-traite à l'entreprise britannique Lola Cars la conception d'un châssis de Formule 1 pour remplacer la RA273, beaucoup trop lourde avec 743 kg, par un châssis plus léger. À partir d'une monoplace destinée à courir en championnat USAC, Lola développe la Honda RA300, de 600 kg seulement,. La monoplace, surnommée « Hondola » par la presse spécialisée de l'époque, fait forte impression dès sa première apparition en course à Monza lors du Grand Prix d'Italie puisque John Surtees remporte la seconde victoire de Honda en Formule 1. Honda et Lola mettent un terme à leur partenariat en 1968 et la firme japonaise développe seule la RA301 dont les problèmes récurrents de fiabilité poussent Honda à interrompre la « première phase de son implication en Formule 1 » et quitter la discipline cette même année, à la suite du décès de Jo Schlesser au Grand Prix de France à Rouen sur une Honda RA302,,.

### Un motoriste victorieux dans les années 1980
Il faut attendre 1983 pour que Honda revienne en Formule 1, mais uniquement en tant que motoriste. En effet, les commentaires cyniques des spécialistes de la discipline arguant que les « Hondola » n'étaient pas de véritables châssis construits par Honda poussent les Japonais à se focaliser sur la fourniture de moteurs à des équipes clientes. Honda s'associe à la modeste écurie Spirit Racing en équipant ses monoplaces d'un moteur V6 turbocompressé qui n'est qu'une simple évolution d'un moteur victorieux en Formule 2 au début des années 1980.
Honda, dont les ambitions en Formule 1 se font de plus en plus grandes, se tourne ensuite vers Williams F1 Team. Après trois années de montée en puissance, Honda, produit l'un des meilleurs moteurs du plateau et permet à Williams de remporter le championnat du monde des constructeurs en 1986 et en 1987. De 1988 à 1992, Honda s'associe à McLaren qui remporte quatre championnats des constructeurs, de 1988 à 1991. En tant que motoriste, entre 1984 et 1992, Honda remporte 68 Grands Prix, dont deux avec l'écurie Lotus, qu'elle n'équipait pourtant que d'anciennes versions de moteurs fournis à Williams en 1987 et 1988,.
Nobuhiko Kawamoto, le président de Honda de l'époque, déclare que, malgré le succès rencontré avec McLaren, l'écurie britannique n'a jamais compris la motivation qui poussait le motoriste japonais à s'engager en Formule 1 : si McLaren avait pour objectif de remporter des championnats, Honda préférait développer et améliorer sa technologie. Cette différence de philosophie et le fait que la Formule 1 permet à Honda de ne s'adresser qu'à un public majoritairement européen, pousse Honda à mettre un terme à « sa deuxième phase d'implication en Formule 1 » à l'issue de la saison 1992 pour s'engager, en 1994, toujours en tant que motoriste, dans le championnat américain CART, les États-Unis représentant un meilleur marché pour l'entreprise.

### Les projets de monoplaces Honda dans les années 1990

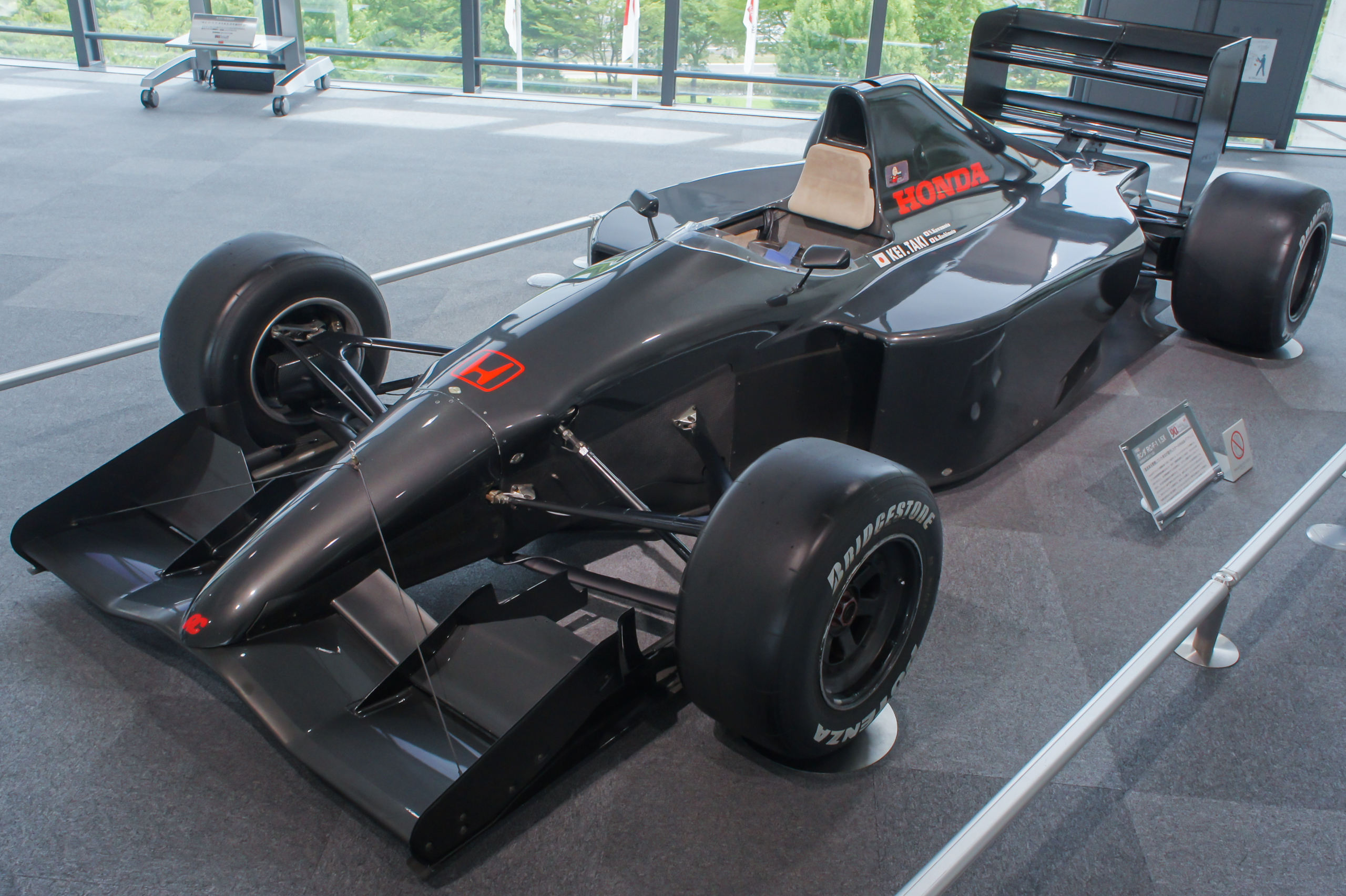
La Honda RC101, exposée au Honda Collection Hall.

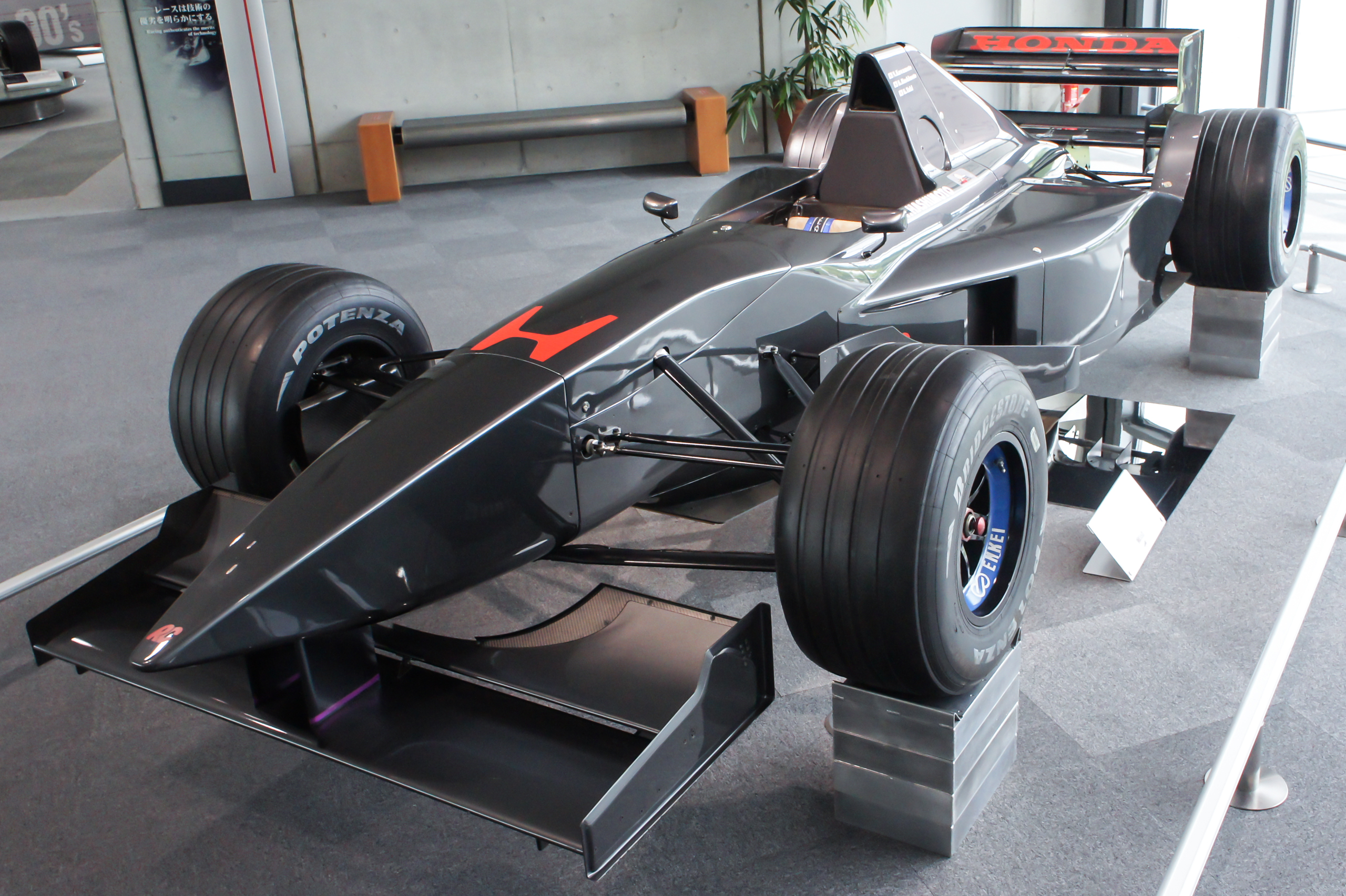
La Honda RC101B, exposée au Honda Collection Hall.

Nobuhiko Kawamoto estime que la longue domination de son entreprise avec son moteur V12 a fait que la Formule 1 ne représentait plus un véritable défi technologique pour ses ingénieurs. Pour renforcer leur motivation et rendre hommage à Soichiro Honda, alors décédé, une étude sur la construction d'une monoplace de Formule 1 est engagée dès 1991 sous la direction de Ken Hashimoto et Keinosuke Taki, respectivement chef de projet et responsable du développement de Honda R&D à Tochigi, en partenariat avec l'Université de technologie de Tokyo et l'école d’ingénierie de l'Université nationale de Yokohama, où sont formés les jeunes ingénieurs du constructeur japonais. Ceux-ci mènent ce projet, financièrement soutenu par Honda, en dehors de leurs heures de travail : il ne s'agit donc pas d'un projet officiel,,,.
N'ayant pas à leur disposition les données concernant les monoplaces de Formule 1 alors en compétition en 1991, les ingénieurs de Honda conçoivent la monocoque en fibre de carbone et les suspensions de leur monoplace, baptisée RC100 (ou Honda RC-F1 1.0X, châssis RC1-203) à l'aide de l'analyse de leurs calculs en ingénierie. La RC100 est recouverte d'une peinture blanche (elle est alors surnommée le « corbeau blanc » par ses ingénieurs) et volontairement assimilée à une monoplace de Formule 3000 afin de ne pas éveiller les soupçons des spécialistes de la Formule 1 sur les projets de Honda. Néanmoins, les essais en soufflerie de la RC100 ne donnent pas satisfaction au constructeur japonais,,.
Dès le milieu de l'année 1992, les jeunes ingénieurs Honda R&D retravaillent sur le châssis RC101 afin de lui apporter des améliorations et de la mettre en conformité avec la réglementation technique de la Formule 1 en vigueur en 1993. Ainsi, toute l'aérodynamique de la monoplace est repensée, donnant ainsi naissance à la RC101B (ou RC-F1 1.5X, châssis RC1B-101). Le châssis est alors testé à Tochigi puis sur le circuit de Suzuka, propriété du constructeur japonais, par Kawamoto en personne, ce qui alimente des rumeurs selon lesquelles Honda envisagerait un retour en Formule 1 à partir de 1994. En mars 1993, la RC101 passe avec succès un crash-test homologué par la Fédération internationale de l'automobile, ce qui stipule que la RC101 aurait pu être engagée en Grand Prix.
Alors que la RC101 est présentée à Suzuka en janvier 1994, les observateurs la délaissent au bout d'une quinzaine de minutes au profit d'une deuxième monoplace, dévoilée simultanément : la RC101B (ou RC-F1 2.0X, châssis RC2-001),. Cette dernière, plus fine que sa devancière, est en conformité avec la réglementation technique en vigueur en 1994. Or, les accidents mortels de Roland Ratzenberger et d'Ayrton Senna lors du Grand Prix de Saint-Marin 1994 poussent la FIA à modifier rapidement la réglementation technique, ce qu'applique alors Honda pour sa RC101B, et ce, jusqu'en 1996.

### Vers un retour en tant que constructeurviaDome ou Tyrrell pour 1998

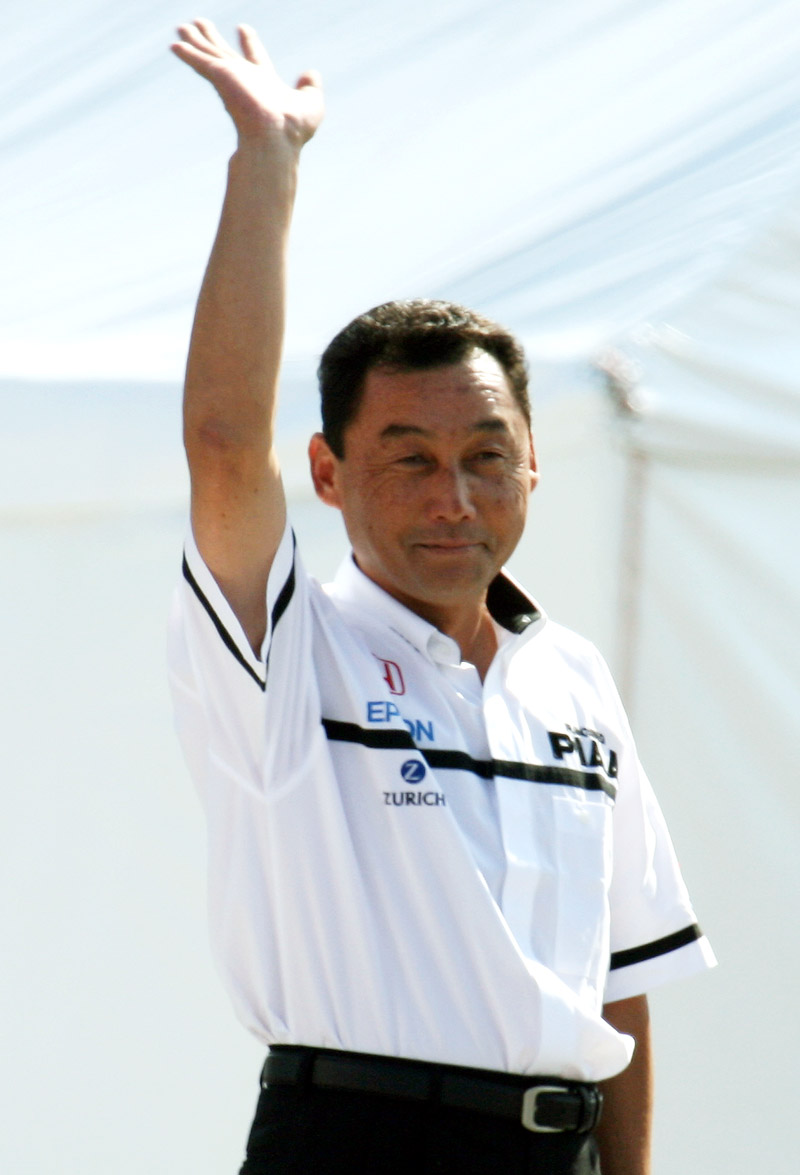
L'ancien pilote de Formule 1 Satoru Nakajima (ici en 2008) est pressenti pour diriger la nouvelle écurie Honda.

Fin 1995, il devient clair que Nobuhiko Kawamoto, le président de Honda, souhaite le retour de son entreprise en Formule 1 en tant que constructeur à l'horizon 1998, un an après l'arrivée du fabricant de pneumatiques Bridgestone qui a équipé les châssis RC100. Honda veut aussi profiter de l'expérience acquise par le constructeur japonais Dome, qui prépare son arrivée en Formule 1 pour 1997, et qui envisage de mener une année d'essais avec sa F105, son châssis prototype propulsé par un moteur V10 Mugen-Honda. Des rumeurs annoncent que l'ingénieur Osamu Goto, à l'origine du succès de Honda en tant que motoriste dans les années 1980 et désormais responsable du département moteur à la Scuderia Ferrari, serait chargé du retour de Honda en Formule 1.
En juin 1996, Honda est très courtisée par diverses écuries ; l'entreprise italienne Benetton cherche à négocier un contrat de  parrainage pour Luca Cadalora, pilote Honda dans le championnat du monde de vitesse moto en catégorie 500 cm3 qui permettrait à Flavio Briatore, le directeur sportif de l'écurie Benetton Formula d'envisager une fourniture ultérieure de moteurs, à partir de 1998, puisque Renault leur motoriste a annoncé quitter la Formule 1 à l'issue de la saison 1997. Cet accord comprendrait également une fourniture de moteurs Mugen-Honda à l'écurie française Ligier (propriété de Briatore) dans laquelle Toranosuke Takagi, le pilote japonais protégé de Honda, se verrait confier un volant. Dans le même temps, des rumeurs affirment que Takagi et son mentor, l'ancien pilote de Formule 1 Satoru Nakajima (lui aussi soutenu par Honda), rachèteraient l'écurie Tyrrell Racing pour en faire, à moindres frais, le département châssis du constructeur japonais. Enfin, Tom Walkinshaw, propriétaire de l'équipe Arrows, souhaite faire jouer son contrat le liant avec Bridgestone pour obtenir une motorisation Honda à partir de 1998. Une rumeur moins affirmée évoque un partenariat entre Honda et Williams F1 Team, la meilleure écurie du plateau, qui permettrait à l'entreprise japonaise de lutter contre Mercedes-Benz, principal rival commercial de Honda, qui fournit en moteurs McLaren Racing. Une autre rumeur, probablement lancée par Ron Dennis pour perturber les négociations entre Honda et les autres écuries, annonce un accord entre McLaren et Honda,.
En octobre 1996, Nobuhiko Kawamoto annonce que Honda n'est pas prête pour un retour en Formule 1 en 1998. Les observateurs japonais estiment alors que le constructeur nippon envisage de soutenir Dome, qui a reporté son arrivée en championnat à cette même date, avant d'en prendre totalement le contrôle quand sera compétitive, ou alors que Honda prendra des parts dans l'écurie Tyrrell par l'entremise de Satoru Nakajima. Cette décision n'empêche pas Benetton, Arrows et Tyrrell de continuer à négocier pour une fourniture en moteurs Mugen-Honda pour la saison 1998.

### Un engagement indépendant en Formule 1 pour 2000

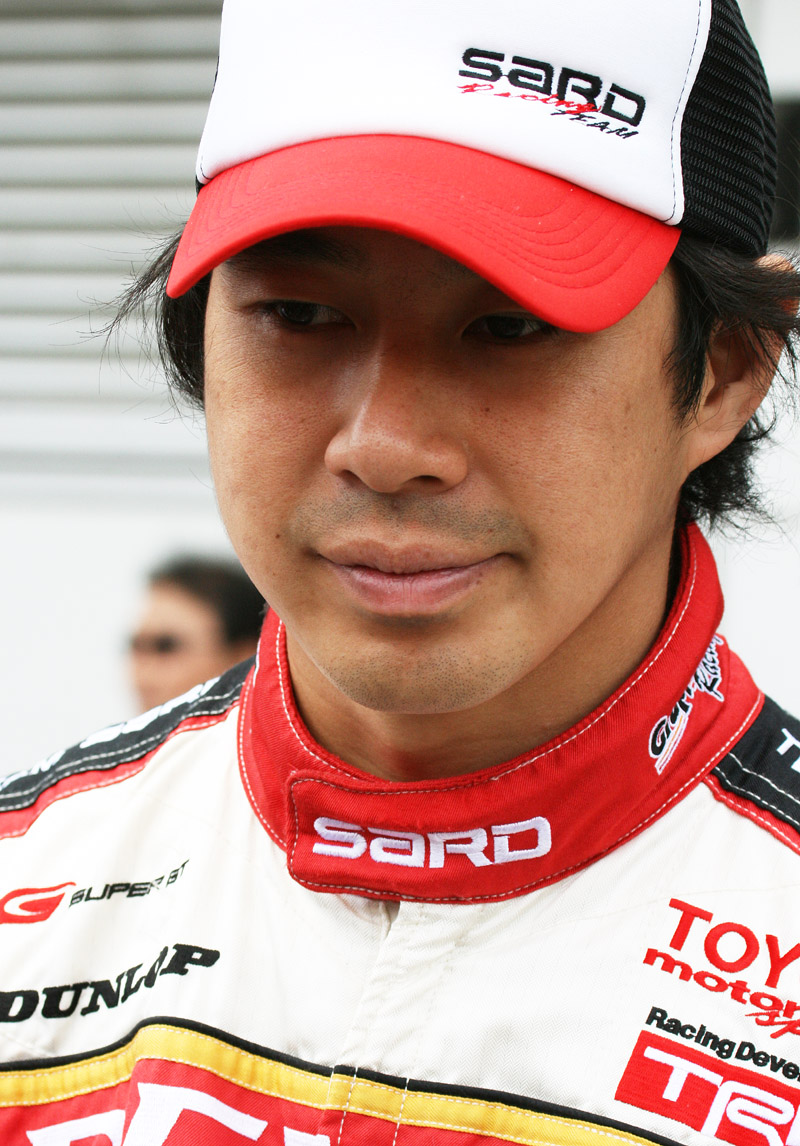
Le pilote Tyrrell Racing Toranosuke Takagi (ici en 2008), protégé de Nakajima et de Honda, doit devenir le premier pilote de la nouvelle écurie Honda.

En juillet 1997, la presse spécialisée japonaise relate que Honda projette un retour en Formule 1 pour 2000 : le constructeur a retrouvé une bonne situation financière depuis son retrait de la discipline en 1992 et souhaite se servir de la Formule 1 pour améliorer ses ventes de voitures de série en Europe. De plus, l'écurie irlandaise Jordan Grand Prix signe un contrat avec Mugen-Honda pour la fourniture de moteurs V10 à partir de 1998. Le contrat stipule que ces blocs seront conçus par Honda et préparés par Mugen-Honda, l'entreprise dirigée par Hirotoshi Honda, fils du fondateur du constructeur japonais, qui en détient 40 %. Pour autant, les deux entités nient toute synergie même si les observateurs pensent que la présence de Mugen-Honda en Formule 1 doit permettre à Honda de préparer son retour.
Le moteur fourni à Jordan doit être testé dès l'automne 1997 et Mugen doit le rendre le plus fiable et performant possible pour que Honda dispose d'un moteur capable de remporter des Grands Prix dès son arrivée en Formule 1, d'autant que le constructeur prévoit de fournir la nouvelle écurie britannique de Craig Pollock (alors lié à Honda) British American Racing (issue du rachat de Tyrrell) pour s'engager en Formule 1 en 1999,.
En mars 1998, Nobuhiko Kawamoto annonce que sa société étudie un engagement en Formule 1 d'une durée de cinq ans, dès 1999 en tant que constructeur et motoriste ; British American Racing serait alors motorisée par des blocs rebadgés Acura. Cette dernière pourrait alors être basée près de l'aéroport d'Heathrow à Londres et le châssis devrait être conçu par Honda Research and Development, à Wakō, près de Tokyo, en association avec la société italienne Dallara qui doit produire les pièces du châssis. La nouvelle écurie Honda Racing Developments, dont certaines rumeurs réaffirment qu'elle pourrait naître d'un rachat de Benetton Formula, serait présidée par Kawamoto tandis que Satoru Nakajima en serait le directeur sportif et Harvey Postlethwaite, transfuge de Tyrrell Racing, en serait le directeur technique. Les rumeurs annoncent que l'écurie serait sponsorisée par un grand cigarettier, comme Camel ou Imperial Tobacco, à moins que Toranosuke Takagi n'apporte des fonds par l'intermédiaire de Mild Seven. Peu après, BAR annonce avoir conclu un partenariat de deux ans avec Supertec, spécialisée dans la préparation d'anciens blocs Renault ; des cadres de Honda, comme Hirotoshi Honda, le patron de Mugen-Honda qui voit d'un mauvais œil cet engagement en tant que constructeur, tentent de faire pression pour que Honda abandonne son projet d'écurie,,,,.
En août 1998, au terme d'une réunion de onze heures dans l’usine Honda de Cricklade, les dirigeants de la nouvelle écurie, Nobuhiko Kawamoto, le directeur sportif, Satoru Nakajima, le directeur technique, Harvey Postlethwaite, et le patron de Dallara, Gian Paolo Dallara, qui construit le châssis RA099, décident de reporter le projet d'écurie à 2000 et de mener des essais en 1999 avec la RA099. Cette décision doit permettre à des ingénieurs de Tyrrell de les rejoindre à la fin de leur contrat à l'issue de la saison ; 60 membres du personnel de Tyrrell rejoint Honda, qui compte un total de 75 employés. Le directeur des droits commerciaux de la Formule 1, Bernie Ecclestone, accepte ce report de Honda malgré l'engagement initial de s'inscrire au championnat du monde dès 1999,,.
À l'automne 1998, Hiroyuki Yoshino, le nouveau président de Honda, déclare à la presse que sa société prévoit son arrivée en Formule 1 en 2000. Plusieurs personnes, dont Postlethwaite, Steve Nielson et Rupert Manwaring, sont vues dans le paddock du Grand Prix du Japon avec des laissez-passer « Honda F1 ». Il se dit également que Honda pourrait racheter, pour 60 millions de dollars, 60 % de Jordan Grand Prix, une idée soutenue par des membres de la direction de la société japonaise mais Eddie Jordan refuse l'offre,,.
Fin décembre 1998, Yoshino annonce officiellement le retour de Honda en Formule 1 pour renforcer l'image sportive du constructeur dans le monde entier et la création d'une nouvelle écurie à part entière : il justifie cette décision en arguant qu'un partenariat avec une équipe déjà existante, qui possède une organisation et culture différentes de Honda « serait difficile et ralentirait » la progression du constructeur japonais qui espère remporter des victoires d'ici 2003, sans pour autant exclure l'ambition de monter sur le podium dès 2000. Honda annonce la nomination de Harvey Postlethwaite et de Rupert Manwaring à la direction technique de l'écurie Honda Racing Developments. D'autres cadres de l'ancienne équipe Tyrrell intègrent l'écurie, comme le directeur financier George Koopman et le team manager Steve Neilsen. Pour autant, une partie de la direction de Honda reste opposée à cet engagement jugé coûteux et risqué,,,,.

## Conception de la monoplace

### Un châssis conçu par Harvey Postlethwaite et construit par Dallara

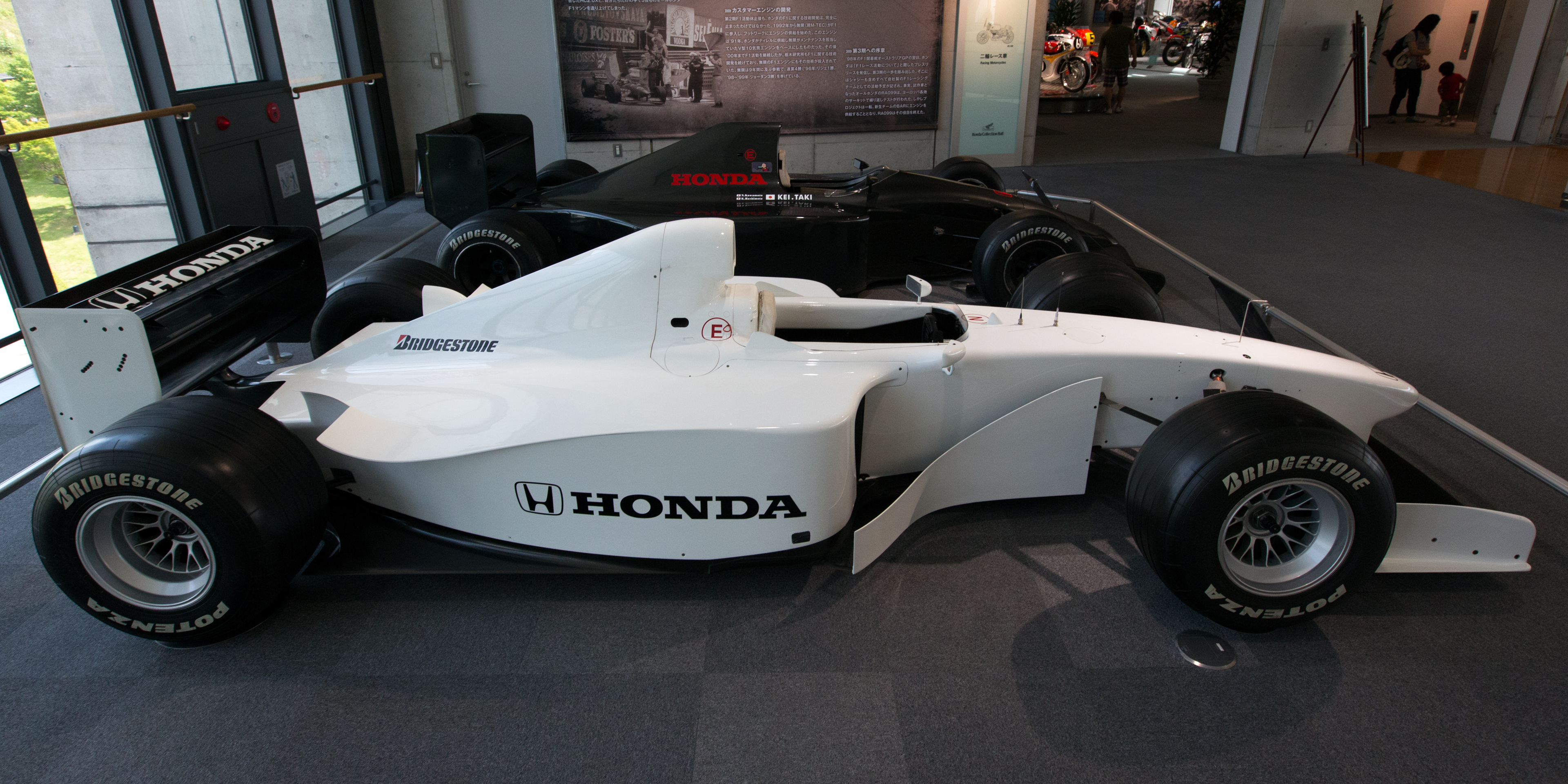
La Honda RA099 est construite par Dallara en attendant que Honda possède les infrastructures suffisantes pour construire son propre châssis en Europe.

Dès 1998, la presse spécialisée rapporte qu'un premier prototype de monoplace, construit et testé au Japon, connaîtrait des problèmes de délaminage du châssis en fibre de carbone. En mars 1999, Honda, qui ne dispose pas en Europe d'infrastructures nécessaires à la construction d'un châssis de Formule 1, conclut un partenariat avec la société italienne Dallara pour construire une monoplace destinée à mener des essais en 1999 en attendant la construction d'un châssis par Honda pour son arrivée en tant que constructeur en 2000, ce dernier préférant d'abord se focaliser sur la fabrication de moteurs compétitifs. Honda recrute l'ingénieur Harvey Postlethwaite, directeur technique de Tyrrell, réputé pour sa conception de châssis performants, pour mener le développement du châssis construit par Dallara. Postlethwaite est assisté de nombreux anciens ingénieurs de Tyrrell qui ne souhaitent pas rester au sein de la nouvelle écurie BAR, d'autant plus que Honda, qui a un temps envisagé d'acquérir l'usine de Tyrrell et d'en construire une extension, installe son usine de course à Bracknell au Royaume-Uni. Des rumeurs annoncent également que Postlewaite doit être assisté de Mike Gascoyne ou de Mike Coughlan, notamment pour la construction du châssis prévu pour 2000,,,,,.
À la fin du printemps 1998, l'équipe technique chargée de la conception de la monoplace est renforcée par l’arrivée d'anciens cadres de Tyrrell, comme l'ingénieur Tim Densham, Chris Radage, spécialiste de l'assemblage de châssis, Chris Cooney, spécialiste de la conception des suspensions et l'aérodynamicien Ben Agathangelou. La Honda RA099 est dessinée, dans un bureau d'études de Leatherhead, par les anciens ingénieurs de Tyrrell Racing, qui travaillent également sur un système de conception assistée par ordinateur compatible avec celui de Dallara. La RA099 effectue ses premiers tests dans la soufflerie de Dallara. La société italienne doit, en outre, produire les pièces de la monoplace testée en piste tout au long de l'année 1999 avant l'introduction d'une nouvelle voiture en championnat en 2000,.
À l'automne 1998, les ingénieurs de Honda Research and Development installés à Wakō travaillent à la conception d'un moteur V12 de trois litres destiné à la monoplace prévue pour 2000. L'expérience acquise grâce au développement des moteurs V10 Mugen-Honda permettrait en effet aux ingénieurs de concevoir un bloc V12 de même poids, voire plus léger, possédant un centre de gravité plus bas que celui du V10. De plus, son régime plus élevé doit permettre de disposer de plus de puissance. Très rapidement, les ingénieurs se concentrent sur la fabrication d'un moteur V10 plus traditionnel,.

### Aspects techniques

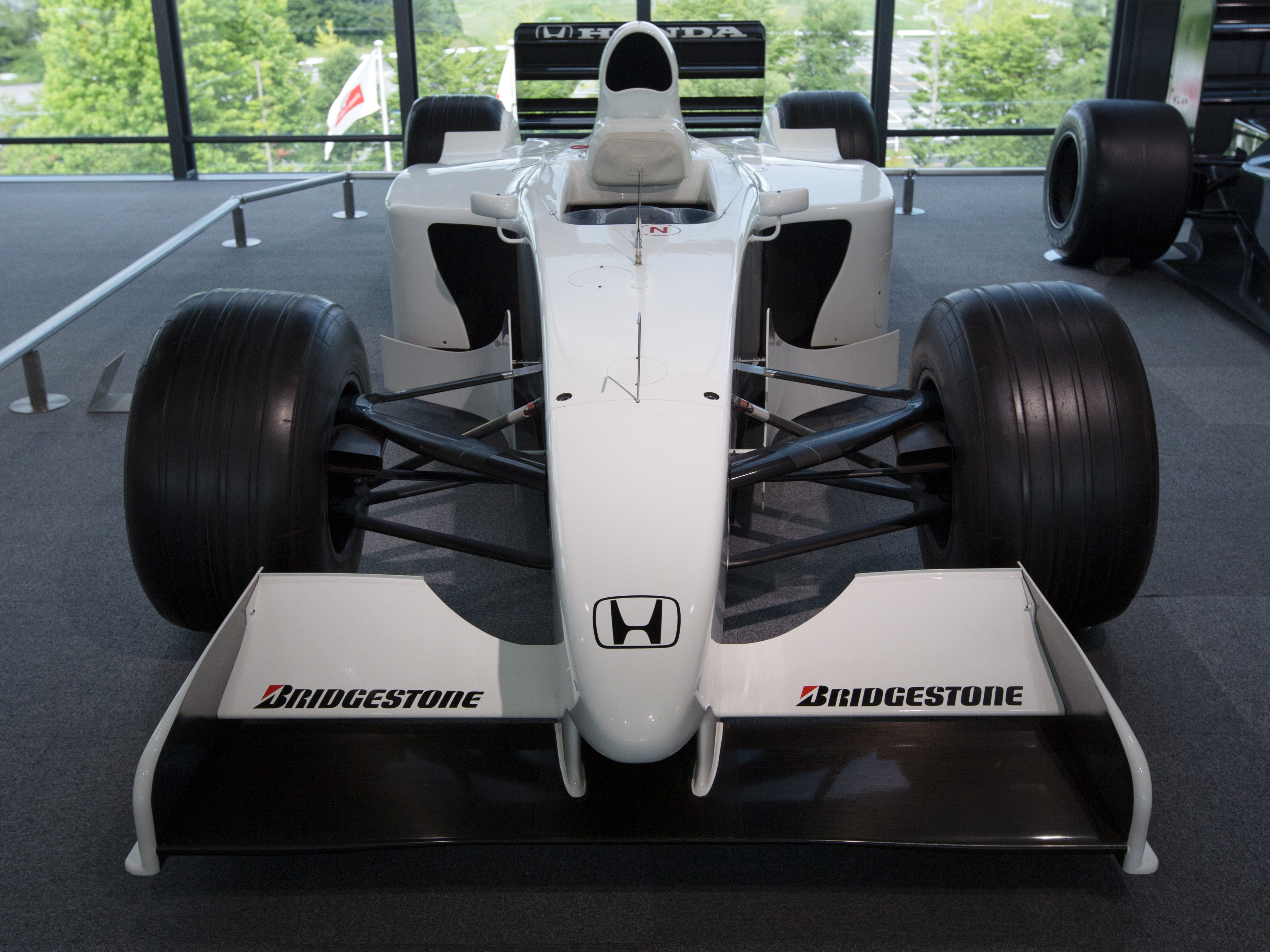
La Honda RA099 se distingue par ses éléments aérodynamiques simples.

En octobre 1998, la presse spécialisée rapporte que quatre exemplaires de la RA099 ont été construits. Deux châssis (les RA099-1 et RA099-2) restent en Europe pour mener des essais en piste sous la direction de Postlethwaite tandis que les deux autres (RA099-3 et RA099-4) sont envoyées au Japon pour tester la motorisation et permettre aux ingénieurs de se former à la conception de châssis et à l'aérodynamique avant de s'installer définitivement à Bracknell pour construire la monoplace qui sera engagée en course. Un premier test de déverminage est effectué le 15 décembre, en Italie, sur le circuit de Varano,,,,. Un porte-parole du constructeur japonais explique le rôle de Honda dans la conception de la RA099 : « Nous allons simplement mettre un moteur dedans et voir si elle roule. Ce n'est pas une Honda, appelons-le un prototype Honda ». D'ailleurs, les observateurs surnomment la RA099 la « Dallaronda », en référence à la « Hondola » des années 1960,.

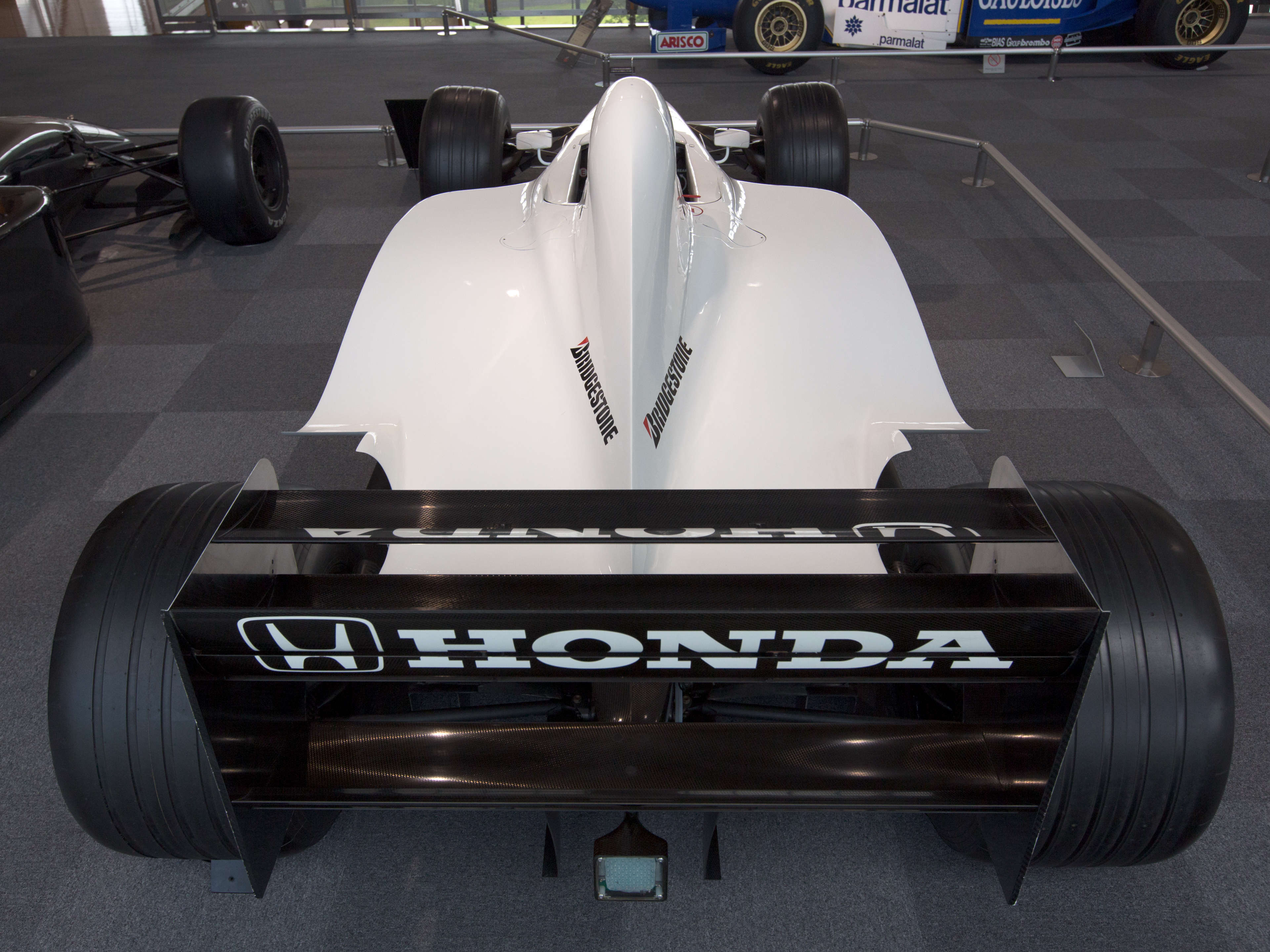
La Honda RA099, qui n'est pas considérée comme une véritable Honda par le constructeur japonais, est surnommée Dallaronda par les observateurs.

D'une masse de 605 kilogrammes avec son pilote et longue de 4 500 mm la Honda RA099 est dotée d'un châssis monocoque en fibre de carbone et d'une structure en nid d'abeille. Sa largeur est de 1 800 mm, sa hauteur de 950 mm et son empattement de 3 020 mm. Elle se distingue par une architecture simple destinée à recevoir des améliorations aérodynamiques au fil des essais.
La RA099 est propulsée par un moteur V10 Mugen-Honda MF-301HD de 2 998 cm3 de cylindrée développant 680 chevaux à 15 000 tours par minute. La transmission est assurée par une boîte de vitesses séquentielle à six vitesses développée par Honda. Les suspensions adoptent une structure classique et sont reliés à des amortisseurs développés par Showa. Les disques de frein en carbone sont conçus par AP Racing. Les roues sont fournies par Enkei et les pneumatiques par Bridgestone.

## Choix des pilotes

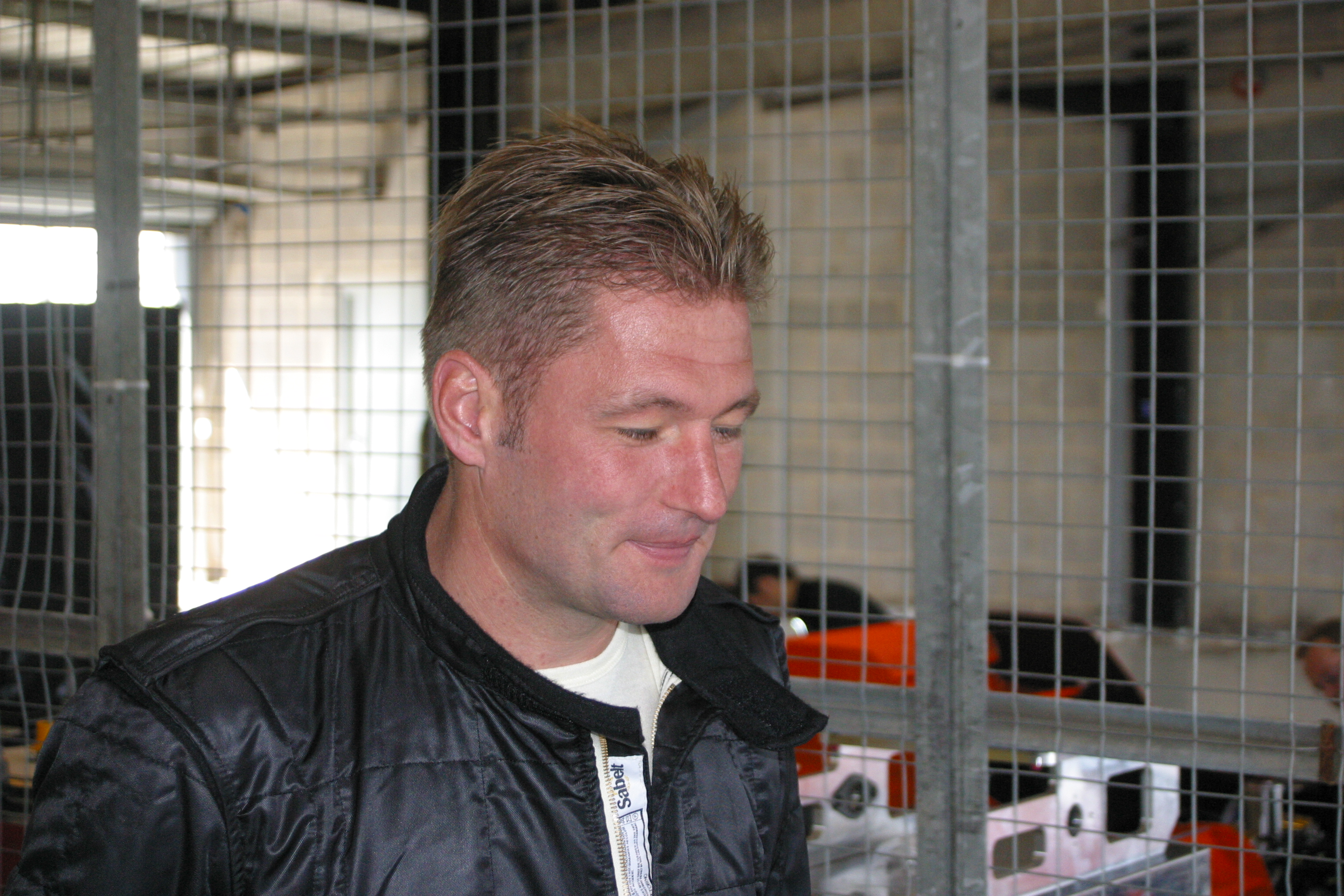
Jos Verstappen (ici en 2005) rejoint Honda après son limogeage de Stewart Grand Prix.

Dès mars 1998, il se dit que le constructeur japonais recruterait Jacques Villeneuve, champion du monde en 1997 et Toranosuke Takagi, pilote Tyrrell et protégé de Honda, qui pourrait apporter des fonds par l'intermédiaire du cigarettier Mild Seven et de l'équipementier automobile PIAA. L'Italien Alessandro Zanardi, pilote CART dont l'écurie Chip Ganassi Racing est motorisée par Honda et pilote de Formule 1 entre 1991 et 1994 et Johnny Herbert, pilote Sauber qui a déjà travaillé avec Honda lorsqu'il était essayeur pour Team Lotus en 1988, sont également pressentis. Le report de l'engagement de Honda élimine la piste Takagi qui rejoint Arrows pour 1999, même s'il n'est pas exclu qu’il retrouve un volant chez Honda en 2000,,,.
À l'automne 1998, Honda démarche le pilote Arrows Mika Salo, qui a piloté pour Tyrrell entre 1995 et 1997, en lui proposant un salaire plus élevé, mais le Finlandais préfère rester au sein de l'écurie britannique avant de rejoindre British American Racing. Honda prévoit ensuite d'engager Satoshi Motoyama, le champion de Formula Nippon 1998 et le Néerlandais Jos Verstappen, pilote de Formule 1 depuis 1994 sans volant après son éviction de l'écurie Stewart Grand Prix. Seul Verstappen est recruté par Honda, pour une durée de trois ans ; il déclare : « Tout le monde connaît la réputation de Honda en Formule 1, ils ne se contentent pas moins que de gagner. Je suis fier et je pense que c’est un grand honneur que Honda m'ait choisi. Je suis donc heureux de rejoindre Honda en tant que pilote pour leurs premiers pas,. »

## La Honda RA099 lors des essais de développement

### Des performances impressionnantes lors des essais hivernaux
Après deux jours d'essais sur le circuit du Mugello, à la mi-janvier 1999, lors desquels la RA099 arbore une livrée blanche et rouge rappelant la livrée Honda des années 1960, Jos Verstappen participe, entre le 23 et le 28 janvier, à une session d'essais de pré-saison sur le circuit permanent de Jerez aux côtés de Benetton Formula, British American Racing et Stewart Grand Prix. La monoplace japonaise arbore une livrée intégralement blanche, ornée d'autocollants Honda et Bridgestone.
Le premier jour, Jos Verstappen effectue trente tours et réalise le meilleur temps de la journée en 1 min 26 s 580, battant la BAR PR01 de Jacques Villeneuve, deuxième, de 1,2 seconde. Le lendemain, le Néerlandais boucle trente-deux tours et mène à nouveau la séance, avec un meilleur temps en 1 min 26 s 027 et toujours une seconde d'avance sur Villeneuve. Verstappen domine également la troisième journée d'essais avec un temps similaire, battant de plus d'une seconde la PR01 de Ricardo Zonta. Lors de la quatrième journée, Verstappen améliore encore, en 1 min 25 s 18. Les performances de la RA099 suscitent des suspicions de la part des écuries rivales qui pensent qu'elle roule sous le poids minimum autorisé à des fins publicitaires, voire qu'elle est illégale dans sa conception. Pour autant, les membres de Honda Racing Developments, presque tous originaires de Tyrrell Racing, sont très satisfaits des débuts de la RA099 qui semble plus performante que la BAR PR01 conçue par la nouvelle écurie issue du rachat de Tyrrell. Verstappen loue la puissance, la maniabilité et l'aérodynamique de la RA099 qu'il juge comme la meilleure voiture qu'il ait jamais pilotée,. Lors de la dernière journée, Zonta réalise le meilleur temps, en 1 min 25 s 95, battant la RA099 de trois dixièmes de seconde.

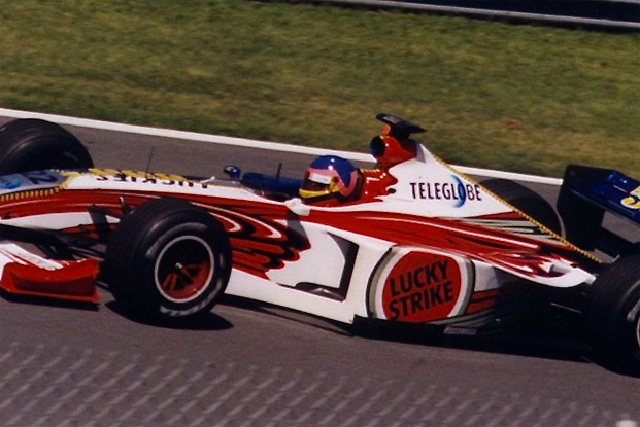
La Honda RA099 bat lors des essais hivernaux la BAR PR01, considérée comme la principale rivale de la RA099 par les anciens ingénieurs de Tyrrell Racing travaillant chez Honda.

Début février, Honda se rend sur le circuit de Barcelone pendant trois jours pour tester la RA099 sur de longs relais, en compagnie de l'ensemble des écuries du plateau. Sur l'ensemble de la session, Verstappen, qui utilise les deux châssis RA099 présents en Europe, boucle 221 tours et réalise son meilleur temps en 1 min 22 s 427, à 1,4 seconde de la meilleure performance établie par la Prost AP02 de Jarno Trulli ; il se classe treizième des dix-huit participants. La RA099 est considérée comme rapide et fiable par les observateurs,,.
Fin février, Verstappen participe à quatre jours d'essais sur le circuit de Silverstone. Sous la pluie, le Néerlandais effectue trente-quatre tours et réalise sa meilleure performance en 1 min 36 s 39, uniquement devancé d'une seconde par la Jordan 199 de Damon Hill. Au total, la RA099 réalise le cinquième meilleur temps absolu sur ce circuit, en 1 min 26 s 915, à 1,3 seconde de la Benetton B199 de Giancarlo Fisichella,. Les écuries rivales se plaignant du fait que Honda participe aux essais de pré-saison en leur compagnie, Bernie Ecclestone informe l'écurie japonaise qu'elle n'y est désormais plus autorisée et qu'elle doit organiser seule son programme d'essais. Ainsi, fin mars, Honda doit se rabattre sur le circuit de Lurcy-Lévis, qui possède une ligne droite de 1,5 km, situé près du circuit de Nevers Magny-Cours, pour tester la RA099 afin d'en améliorer l'aérodynamisme.

### Des réticences quant à un engagement en Formule 1

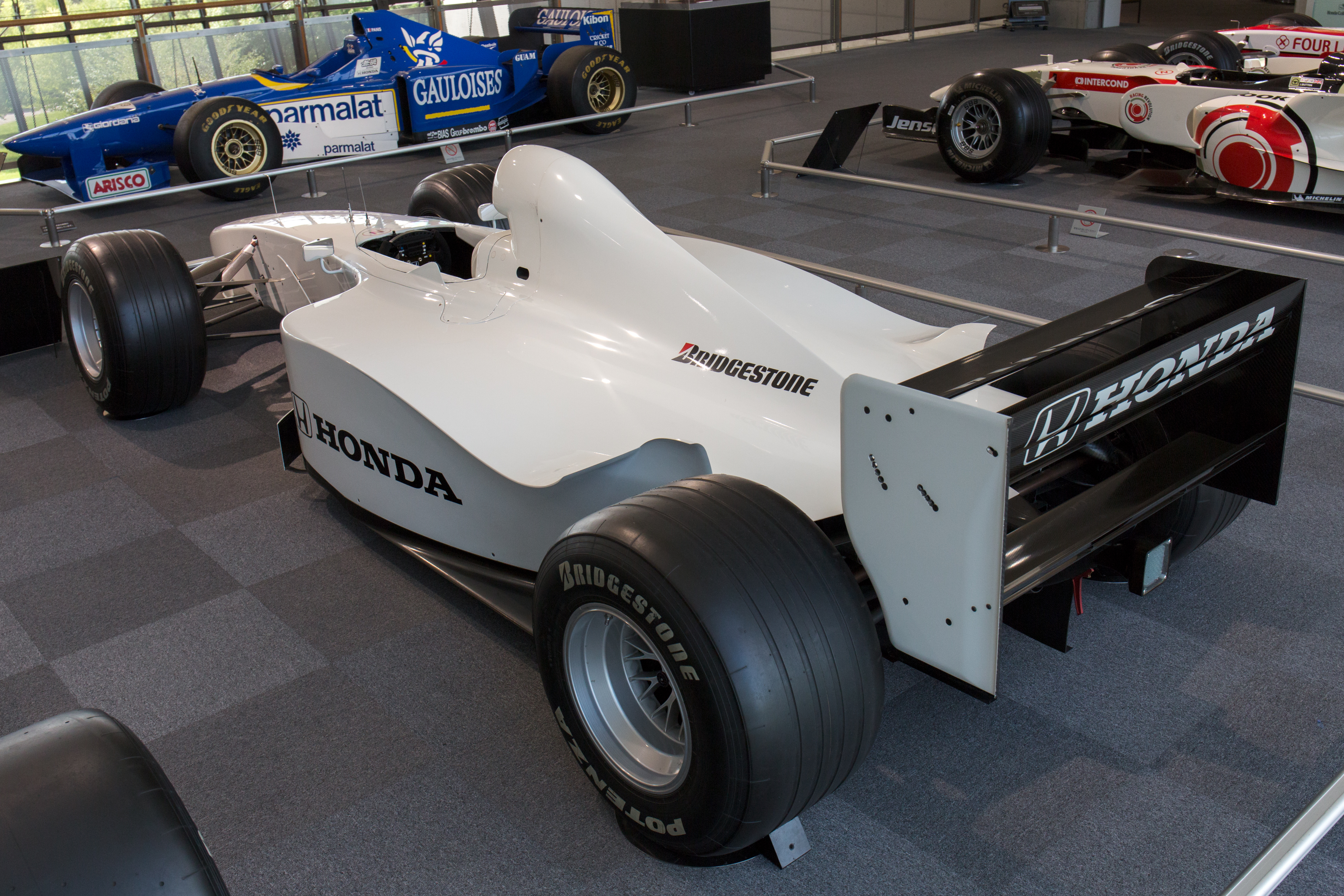
Harvey Postlethwaite envisage de racheter Honda Racing Developments en échange d'une motorisation de la part de Honda.

Alors que Rupert Manwaring et des ingénieurs japonais de Honda Racing Developments se rendent dans le paddock du Grand Prix d'Australie, manche inaugurale de la saison 1999, la presse spécialisée rapporte que le conseil d'administration de Honda doit se pencher sur l'octroi d'un budget de 200 millions de dollars par an sur cinq ans en faveur de son écurie de Formule 1 et la modernisation de l'usine de Bracknell qui emploie alors 120 personnes. Honda dément avoir discuté d'un quelconque budget, d'autant que Mugen-Honda souhaite que sa société-mère privilégie ses projets de motorisation. Des rumeurs reviennent également sur un possible rachat de Jordan Grand Prix fourni en moteurs par Mugen-Honda,,,.
De nombreux membres du conseil d'administration, dont les représentants de Honda North America, sont de plus en plus réticents à l'engagement en Formule 1, les investissements étant jugés trop élevés, d'autant que British American Racing, mécontente des blocs Supertec, négocie avec Honda pour devenir son équipe d'usine à partir de 2000, ce qui entraînerait l'abandon de Honda Racing Developments. Harvey Postlethwaite et les autres membres de la direction de l'écurie japonaise proposent alors de racheter 60 % des parts de Honda Racing Developments pour engager une écurie indépendante en championnat. L'ingénieur britannique demande également une fourniture en moteurs Honda et suggère que le constructeur japonais rachète son écurie, à prix coûtant, lorsqu'elle sera prête à s'engager définitivement en Formule 1,.

### Décès de Harvey Postlethwaite et rapprochement avec British American Racing
À la mi-avril, Honda Racing Developments est invitée par la Fédération internationale de l’automobile à se rendre sur le circuit de Barcelone pour mener des essais en compagnie des autres écuries de Formule 1. Le premier jour, Verstappen, seul en piste les autres équipes n'étant pas encore revenues du Grand Prix du Brésil, se concentre sur l'amélioration des performances du châssis et sur l'essai de nouvelles pièces ; il effectue cinquante tours sur un circuit où la faible adhérence l'empêche de faire des tours rapides,.
Le lendemain, la journée d'essais est interrompue car Harvey Postlethwaite souffre de douleurs dans la poitrine. Après son retour à hôtel, il est admis à l'hôpital où il succombe, durant la nuit, à une crise cardiaque. Honda annule la fin des essais à Barcelone ainsi que ceux de Jerez prévus fin avril,,.

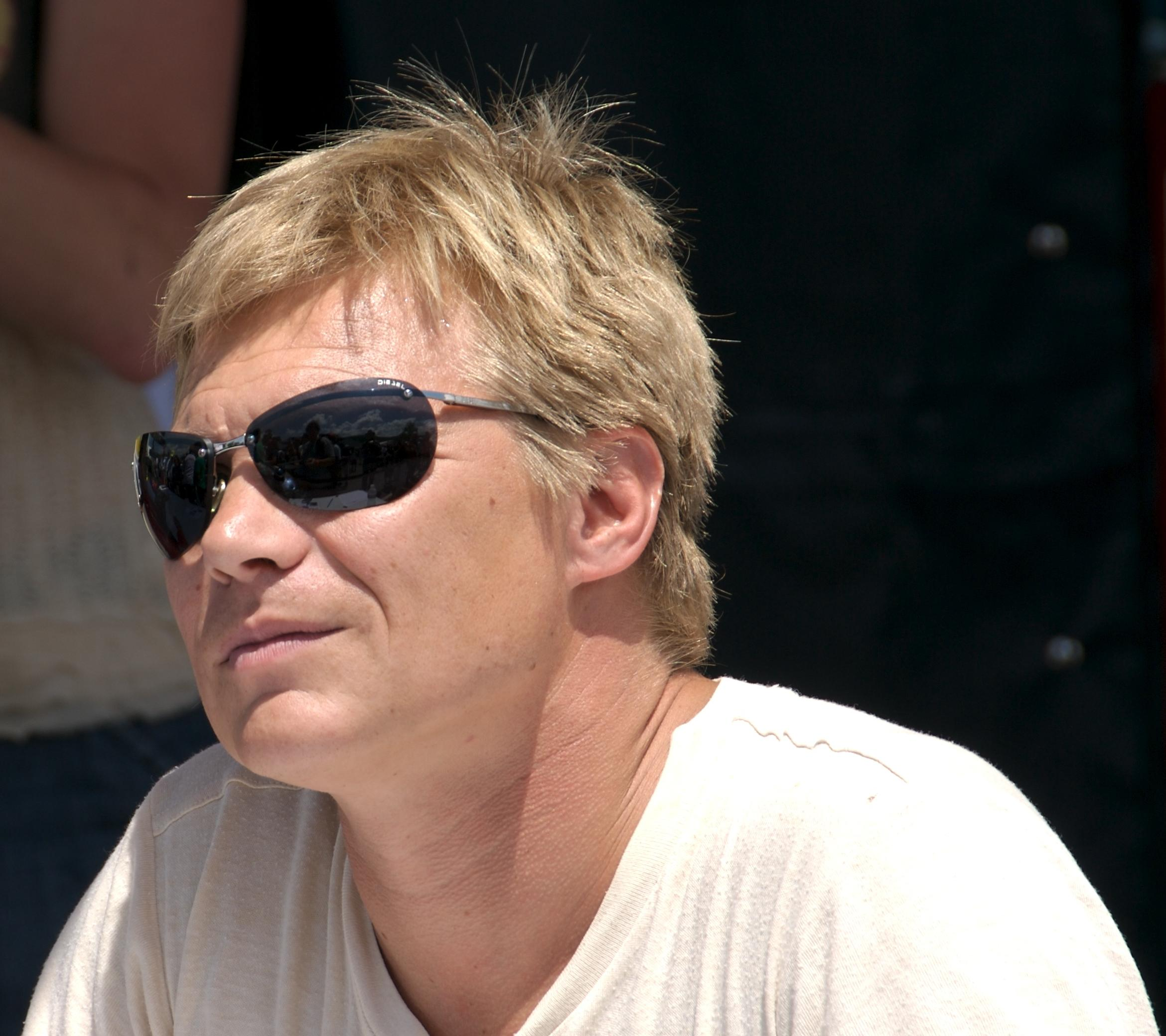
Mika Salo (ici en 2007), présent en Formule 1 depuis 1994, aurait dû épauler Jos Verstappen à partir de juin 1999.

La disparition de Postlethwaite alimente les rumeurs quant au désengagement immédiat de Honda en tant qu'écurie, le constructeur préférant fournir en moteurs Jordan Grand Prix et British American Racing pour 2000. Rupert Manwaring, qui assure l'intérim à la direction de Honda Racing Developments, affirme toutefois que l'équipe est déterminée à continuer le programme d'essais et que la RA099 doit être à nouveau testée sur le circuit de Lurcy-Lévis au début du mois de mai 1999. D'autres spéculations suggèrent que l'ancien directeur technique de Stewart Grand Prix, Alan Jenkins, qui a travaillé avec Mugen-Honda lorsqu'il officiait chez Footwork Racing en 1992 et 1993, pourrait remplacer Postlethwaite à la direction technique de Honda Racing Developments,,. Fin avril, le Finlandais Mika Salo annonce avoir signé un contrat de pilote-essayeur avec Honda pour tester la RA099 aux côtés de Jos Verstappen à partir de juin 1999, une fois que son intérim chez British American Racing, où il remplace Ricardo Zonta, sera achevé.
Dans le même temps, la presse spécialisée rapporte que British American Racing a proposé 60 millions de dollars à Honda pour la fourniture de moteurs pour une durée de trois ans, ce qui engendrerait la fin de l'écurie Honda Racing Developments. Ce projet est soutenu par la filiale américaine de Honda et plusieurs membres de la direction du constructeur japonais préfèrent que l'argent à investir dans Honda Racing Developments le soit dans les lignes de production de voitures de série au Japon. Toutefois, Honda ayant versé une caution de 25 millions de dollars pour réserver sa place de douzième écurie de Formule 1, un retrait l'obligerait à payer un lourd dédit à la Fédération internationale de l’automobile. Des rumeurs annoncent en outre que Honda pourrait vendre la RA099 à British American Racing ou bien confier Honda Racing Developments à l'équipe britannique en équipant les deux écuries avec son moteur d'usine,. Ron Dennis, patron de McLaren Racing, se montre très critique à l'égard de Honda, estimant que la volte-face du constructeur n'est pas un « comportement attendu de la part d'une société multinationale » qu'il juge « non professionnelle ». En effet, les Accords Concorde n'autorisent que douze écuries à participer au championnat du monde de Formule 1 et la réservation de la dernière place à Honda a obligé l'écurie allemande Zakspeed, présente de 1985 à 1989, à renoncer à son retour.
À la mi-mai, en marge du Grand Prix de Monaco, les dirigeants de Honda discutent avec Bernie Ecclestone de l'avenir du constructeur japonais en Formule 1 tandis que Max Mosley, le président de la FIA, se rend au siège de Honda à Tokyo. Honda Racing Developments pourrait être cédée à Ecclestone qui la vendrait au plus offrant ou alors s'engagerait en Formule 1 sous son nom propre avec des moteurs Supertec. Il est aussi suggéré que Honda confie la gestion de son écurie à Dome qui serait motorisé par Mugen-Honda. Cette solution déplaît au personnel de Honda Racing Developments, très remonté, qui menace de quitter l'équipe si elle est retenue,.

### Disparition de Honda Racing Developments

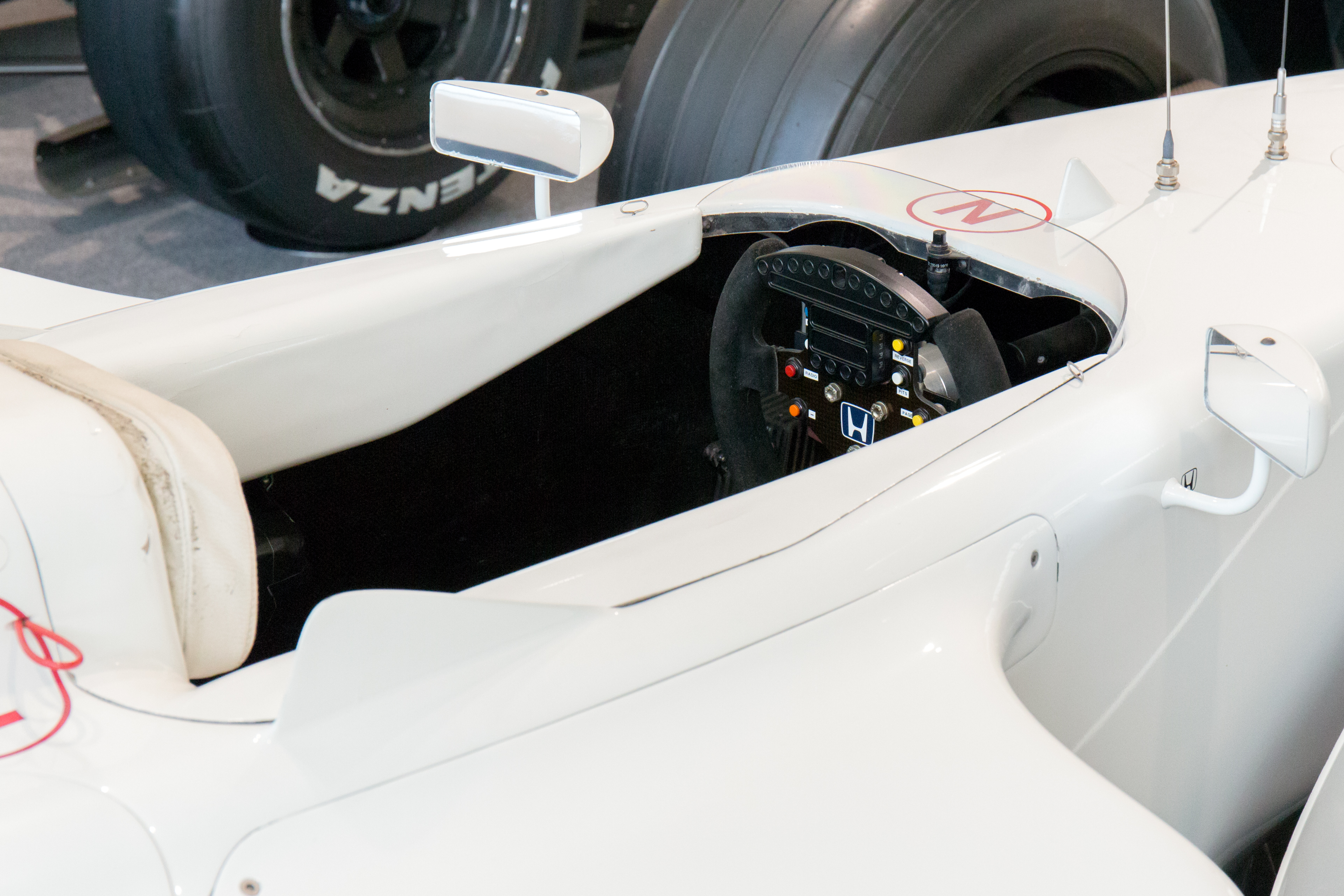
Le cockpit de la Honda RA099.

Le 19 mai, Honda participe à trois jours d'essais en compagnie des autres écuries de Formule 1, sur le circuit de Barcelone ; Jos Verstappen réalise, en 1 min 24 s 25, le sixième temps des vingt-et-un engagés, à 1,5 seconde de la McLaren MP4-14 de Mika Häkkinen. Alors qu'il est encore en piste, un membre du conseil d'administration se rend sur place et ordonne l'arrêt immédiat des essais, synonyme de mise à mort du projet Honda. Hiroyuki Yoshino justifie cette décision en arguant que Honda est davantage intéressée par le développement de la technologie de course que par la gestion d'une écurie de Formule 1,.
Honda annonce officiellement avoir signé un partenariat de trois ans avec British American Racing pour la fourniture gratuite de moteurs ainsi qu'une aide technique concernant la conception des futures monoplaces. Ce contrat semble très profitable à British American Racing puisque le nouveau moteur V10 Honda, qui tournerait à 20 000 tours par minute, est considéré comme l'un des plus performants du plateau. Ce partenariat doit déboucher sur le rachat de 50 % des parts de l'écurie britannique par le constructeur d'ici 2001. Honda abandonne officiellement Honda Racing Developments, ce qui exaspère l'ensemble du personnel de l'écurie dont un porte-parole déclare : « Peu importe qui nous achète tant qu'ils ne sont pas japonais,,,. »
Pour Jos Verstappen, la fin du programme Honda constitue « une énorme déception, particulièrement si nous examinons les résultats compétitifs que nous avons obtenus jusqu'à présent et le grand potentiel dont nous disposions. C'est une période où j'ai beaucoup appris et où j'étais très optimiste pour la saison 2000. » De plus, Verstappen, toujours cantonné à un rôle de second pilote dans les autres écuries pour lesquelles il a travaillé, a pu donner son avis sur le développement de la RA099 et ainsi améliorer les performances du châssis. Le Néerlandais rejoint finalement British American Racing en qualité de pilote-essayeur et doit mener des essais de développement d'un nouveau moteur V12 conçu par Honda.
Fin mai, Honda confie son écurie de course à Bernie Ecclestone qui doit retrouver un repreneur. Si Dome, Zakspeed, Lotus et Jaguar semblent intéressés, les membres du personnel ont cessé toute activité dans l'usine de Bracknell. John Macdonald, l'ancien patron de l'écurie RAM Racing, présente en Formule 1 entre 1976 et 1986 et ami d'Ecclestone, envisage la reprise immédiate de l'équipe qui pourrait intégrer le championnat en 2000 avec des moteurs V10 Supertec, en attendant un repreneur durable. Flavio Briatore, patron de Benetton Formula et actionnaire de Supertec avec Ecclestone, projette lui aussi, un temps, de reprendre l'écurie,,.

## Devenir des monoplaces
Dallara a construit un total de six exemplaires de la RA099, dont quatre fonctionnels. Le châssis RA099-3, restauré, arbore sa livrée blanche utilisée lors des essais de développement et est exposé au Honda Collection Hall sur le circuit japonais de Twin Ring Motegi. Les installations de Bracknell, toujours propriété de Honda, abriteraient encore quatre RA099, dont deux châssis nus.